# Acrostichum apiifolium
Acrostichum apiifolium là một loài thực vật có mạch trong họ Pteridaceae. Loài này được (J. Sm.) Hook. mô tả khoa học đầu tiên năm 1864.